# Darko Naseski
Darko Naseski, mk. Дарко Насевски (ur. 16 listopada 1979) – macedoński strzelec, olimpijczyk. Brał udział w igrzyskach w roku 1996 (Atlanta). Nie zdobył żadnych medali.

## Letnie Igrzyska Olimpijskie 1996 w Atlancie
| Konkurencja                | Eliminacje | Eliminacje | Finał                 | Finał                 |
| Konkurencja                | Punkty     | Miejsce    | Punkty                | Miejsce               |
| -------------------------- | ---------- | ---------- | --------------------- | --------------------- |
| Karabin pneumatyczny, 10 m | 580        | 36         | → Nie awansował dalej | → Nie awansował dalej |